# Străin

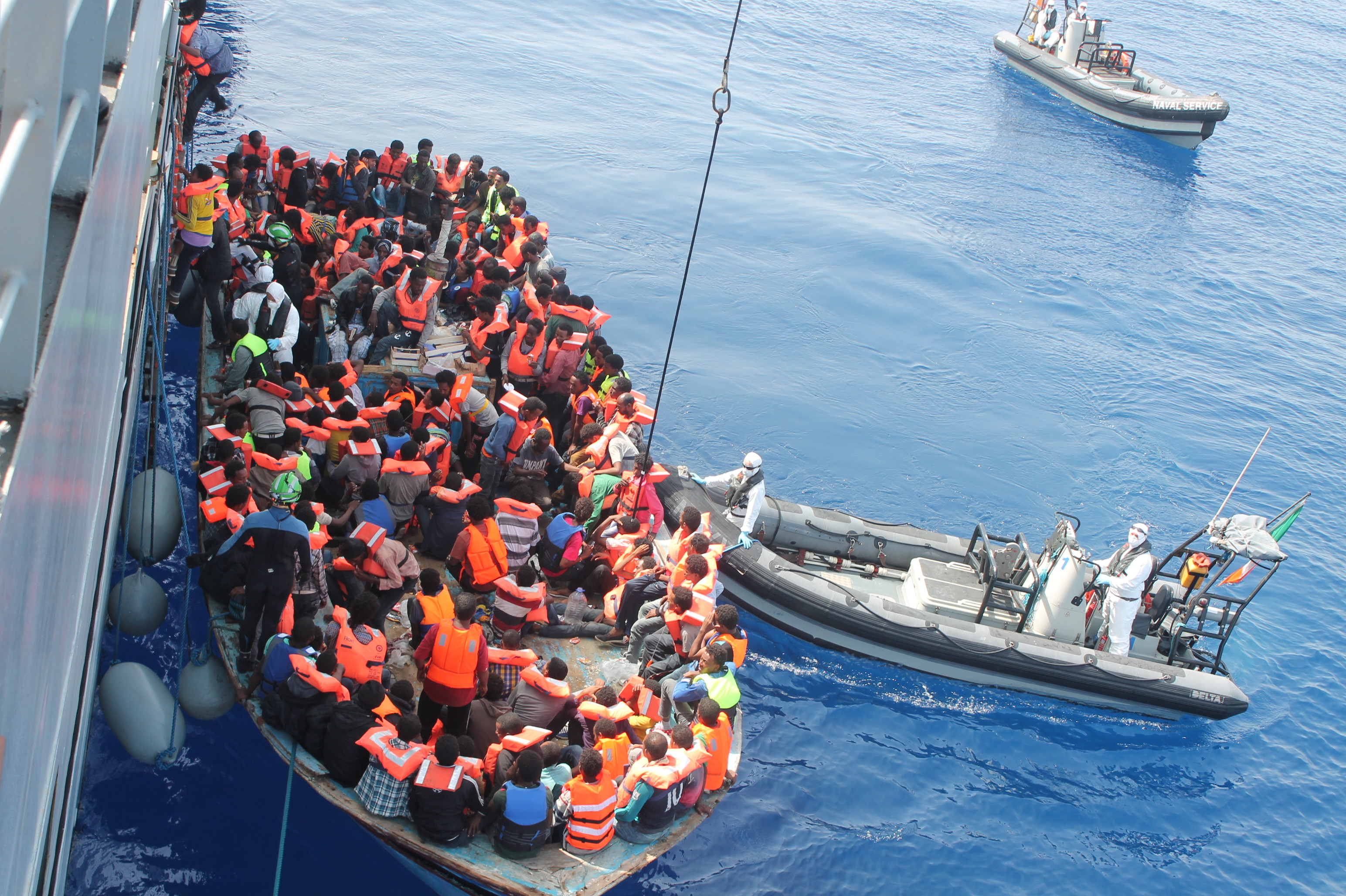
Criza refugiaților în Europa a adus un număr mare de străini din punct de vedere juridic în Uniunea Europeană.

În domeniul dreptului, un străin este orice persoană (inclusiv o organizație) care nu este cetățean sau etnic național al unei anumite țări, deși definițiile și terminologia diferă într-o oarecare măsură în funcție de continent sau regiune. În general, totuși, termenul „străin” este perceput ca sinonim cu cel de cetățean străin.

## Lexicologie
Termenul „străin” este derivat din latinescul extraneus, care înseamnă o persoană originară dintr-un alt loc decât cel în care se află.

### Categorii
Țările din întreaga lume folosesc termeni diferiți pentru străini. Pot fi identificate mai multe tipuri de străini:
- străin legal  — orice resortisant străin căruia îi este permis, conform legii, să se afle în țara gazdă. Aceasta este o categorie foarte largă, care îi include pe deținătorii de vize de călătorie sau pe turiștii străini, refugiații înregistrați, rezidenții temporari, rezidenții permanenți și cei care au renunțat la cetățenia și/sau naționalitatea lor.[6] Principalele categorii de străini legali sunt următoarele:
  - străin rezident temporar  — orice resortisant străin căruia i s-a acordat legal permisiunea de a conduce, a zbura, a călători, a se caza, a locui, a studia sau a munci pentru un anumit număr de ani și care solicită apoi o prelungire a termenului sau părăsește țara înainte de expirarea termenului acestei permisiuni.[7]
  - străin rezident permanent  — orice imigrant care a fost admis legal pe teritoriul unei țări și căruia i s-a acordat dreptul legal de a rămâne în acea țară ca rezident permanent în conformitate cu legile imigrației ale țării respective.[8]
  - străin nerezident  — orice resortisant străin care se află în mod legal pe teritoriul unei țări, dar al cărei domiciliu legal este pe teritoriul altei țări.[9][10]
- străin inamic  — orice resortisant străin al unei țări care se află în stare de război cu țara gazdă.[11][12]
- străin fără documente (sau străin ilegal)  — orice persoană care este pasibilă de deportare deoarece prezența ei pe teritoriul unei țări încalcă legile imigrației ale acelei țări.[13]

## Jurisdicții de drept comun
Un „străin” în dreptul englez desemna orice persoană născută în afara teritoriului aflat în stăpânirea monarhului și care nu îi datora loialitate monarhului. Străinii nu aveau voie să dețină pământ și plăteau impozite diferite de cele percepute supușilor britanici. Această idee a fost transmisă altor jurisdicții de drept comun din cadrul Commonwealthului.

### Uniunea Europeană
Cu toate că Uniunea Europeană impune statelor membre anumite măsuri privitoare la tratamentul străinilor, este de notat faptul că fiecare are în continuare propriile măsuri și specificități.

#### România
În România, statul își asumă dreptul de a returna străinii în cazul în care aceștia încalcă prevederile legale ale șederii lor. Există un număr de excepții, precum minorii a căror părinți au drept de ședere în România, sau străinul părinte de minor cetățean român, dacă îl întreține.

### Australia
În Australia, cetățenia este definită în legea naționalității australiene (Australian nationality law). Străinii aflați pe teritoriul Australiei (așa-numiții „non-citizens”) pot fi rezidenți permanenți, rezidenți temporari sau rezidenți ilegali (numiți din punct de vedere tehnic „non-cetățeni ilegali”). Majoritatea străinilor (inclusiv cei care nu au cetățenia unui alt stat) care călătoresc în Australia trebuie să obțină o viză înainte de a călători. Singurele excepții de la regulă sunt cetățenii și deținătorii de pașapoarte ai Noii Zeelande, care pot solicita o viză la sosirea în Australia, în conformitate cu Acordul de călătorie Trans-Tasmanian (Trans-Tasman Travel Arrangement).
În anul 2020, prin decizia pronunțată în cazul Love v Commonwealth, Curtea Supremă a Australiei a hotărât că aborigenii australieni (așa cum sunt definiți prin hotărârea judecătorească pronunțată în cazul Mabo v Queensland (nr. 2)) nu pot fi considerați străini în conformitate cu prevederile Constituției Australiei, chiar dacă nu s-au născut în Australia sau nu dețin cetățenia australiană.

### Canada
În Canada, termenul „străin” (alien) nu este folosit în legislația federală. În schimb, termenul foreign national servește ca un termen echivalent și apare în documentele juridice. Legea privind imigrația și protecția refugiaților definește „străinul” (foreign national) ca „o persoană care nu este cetățean sau rezident permanent canadian, inclusiv o persoană apatridă”.

### Regatul Unit
În Regatul Unit, Legea naționalității britanice (British Nationality Act) din 1981 definește un străin ca fiind o persoană care nu este cetățean britanic, cetățean al Irlandei, cetățean al Commonwealth-ului sau o persoană aflată sub protecția britanică (British protected person). Legea străinilor (Aliens Act) din 1905, Legea privind naționalitatea britanică și statutul străinilor (British Nationality and Status of Aliens Act) din 1914 și Legea privind restricționarea străinilor (Aliens Restriction (Amendment) Act) din 1919 au fost elaborate în contextul turbulențelor social-politice de la începutul secolului al XX-lea.

### Statele Unite ale Americii

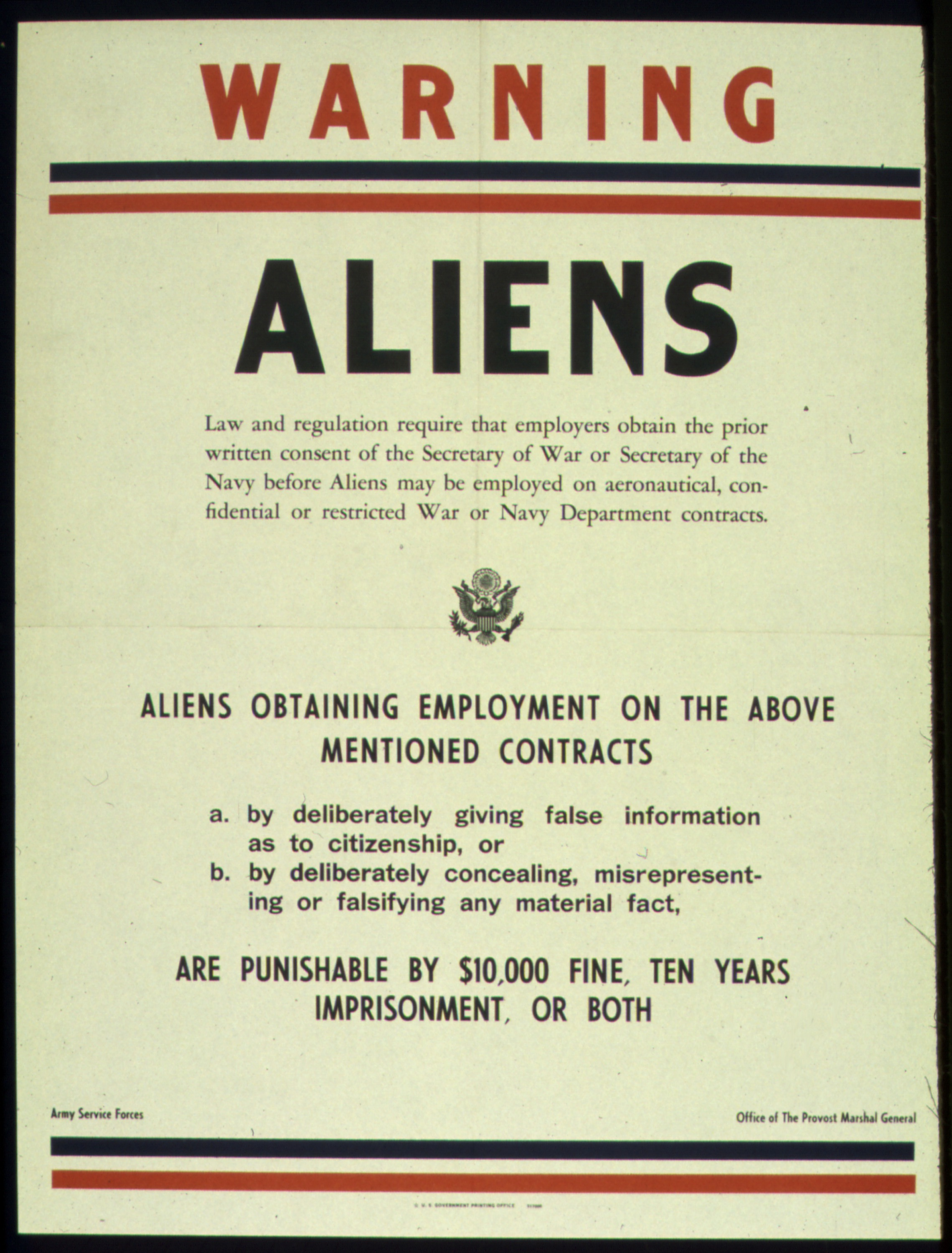
Afiș din timpul celui de-al Doilea Război Mondial

Conform Legii privind naționalitatea și imigrația (Immigration and Nationality Act, INA) din Statele Unite ale Americii, „termenul «străin» (alien) desemnează orice persoană care nu este cetățean sau rezident (national) al Statelor Unite”. Persoanele născute în Samoa Americană sau pe insula Swains sunt, din punct de vedere juridic, „rezidenți care nu au cetățenia americană” (non-citizen nationals). Alții, cum ar fi cei născuți în Palau și în Insulele Marshall, sunt străini și imigranți legali potrivit Legii privind naționalitatea și imigrația.
Fiecare refugiat care este admis în Statele Unite în conformitate cu prevederile 8 U.S.C. § 1157 devine automat „imigrant” și apoi „imigrant special” după ce a primit permisul de rezidență permanentă cunoscut sub numele de „cartea verde” (Green card).

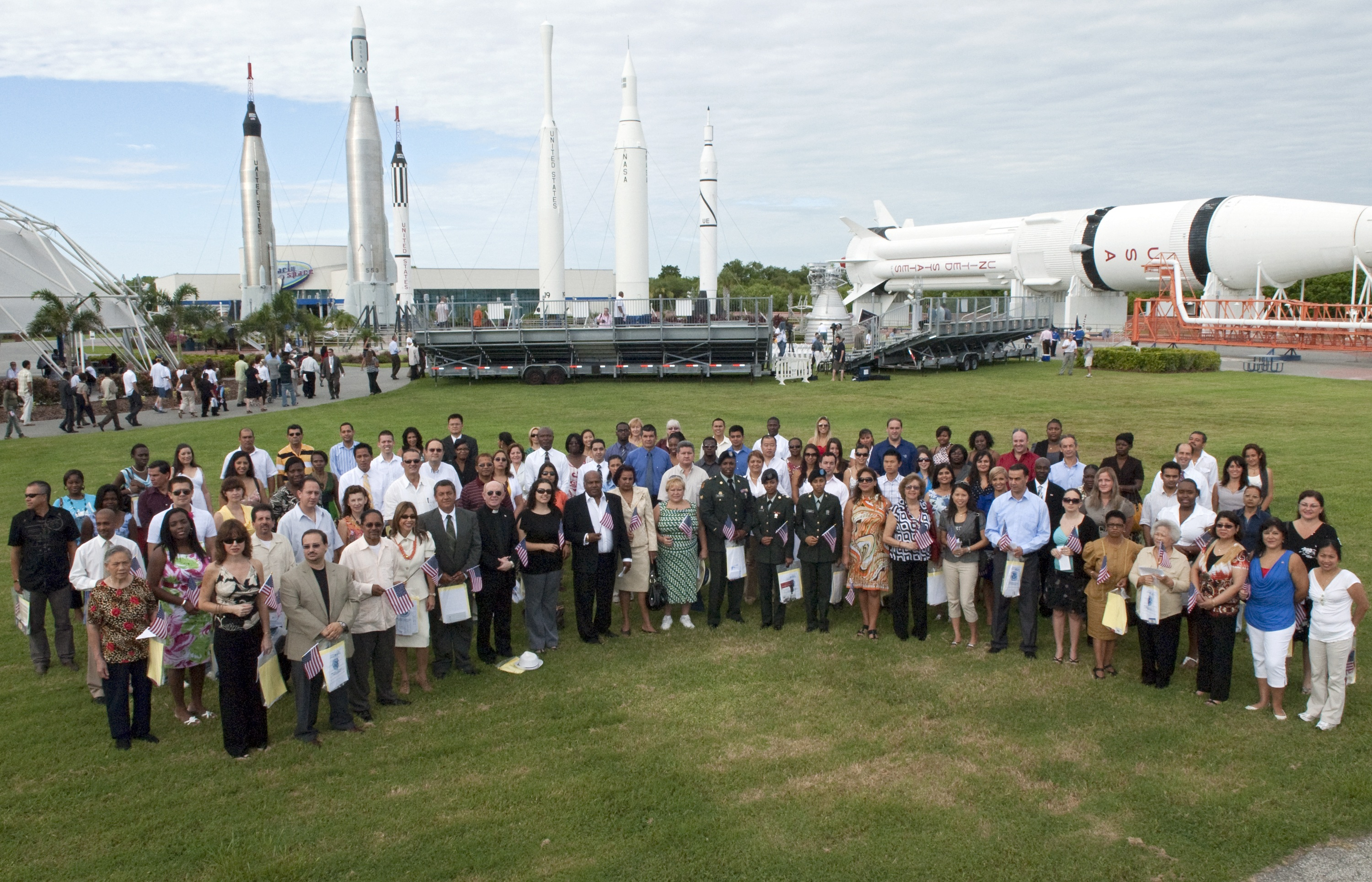
Oameni de diferite medii s-au naturalizat la Centrul Spațial Kennedy din Florida (2010). Înainte de naturalizare au fost admiși legal străini rezidenți permanenți.

Folosirea termenului „străin” (alien) datează din anul 1798, când a fost folosit în Legea cu privire la străini și incitarea la revoltă (Alien and Sedition Acts). Deși Legea privind naționalitatea și imigrația nu conține o definiție globală explicită a termenului „străin ilegal” (illegal alien), acesta este menționat într-o serie de prevederi din titlul 8 al Codului de Legi al SUA. Mai multe prevederi menționează chiar termenul „străin neautorizat” (unauthorized alien). Potrivit PolitiFact, termenul „străin ilegal” apare rar în legea federală. PolitiFact consideră că „acolo unde termenul apare, el nu este definit sau nu face parte dintr-un titlu introductiv sau este limitat în uz către anumite persoane condamnate pentru săvârșirea de infracțiuni”.
Deoarece legea SUA precizează că o corporație este o persoană juridică, termenul „străin” (alien) nu se folosește cu referire doar la oameni, pentru că corporațiile cu sediul în străinătate (foreign corporations) sunt numite tehnic corporații străine (alien corporations). Deoarece corporațiile sunt creații ale legilor statale, o corporație străină este o corporație cu sediul în afara statului.
Există o multitudine de legi și reglementări fiscale americane, unice și foarte complexe, cu privire la rezidența fiscală a cetățenilor străini, atât străini nerezidenți, cât și străini rezidenți, în afară de convențiile cu privire la impozitul pe venit și securitatea socială și acordurile privind evitarea dublei impuneri.
S-a interzis la New York, începând din 1989, să se țină cont la angajarea persoanelor de deținerea statutului juridic de cetățean, în conformitate cu legislația privind drepturile omului a acelui oraș.

## Alte jurisdicții

### Statele arabe
În țările arabe membre ale Consiliului de Cooperare al Golfului (Emiratele Arabe Unite, Arabia Saudită, Kuweit, Oman, Bahrain și Qatar), multe persoane de origine neautohtonă au trăit acolo încă de la naștere. Totuși, aceste state arabe acordă destul de greu cetățenia persoanelor neautohtone. Cei mai mulți beduini apatrizi din Kuweit aparțin triburilor indigene din nord.

### Letonia
Marca nepilsoņi (străin) de pe pașapoartele letone se referă la foștii cetățeni ai Uniunii Sovietice (URSS) care nu dețin cetățenia Letoniei și nu au, prin urmare, drept de vot la alegerile pentru Parlamentul Letoniei, dar au drepturi și privilegii în temeiul legislației letone și al tratatelor bilaterale internaționale, cum ar fi dreptul de a călători fără viză atât în Uniunea Europeană, cât și în Rusia, ceea ce nu este posibil pentru cetățenii letoni.